# Semiothisa peltigerata
Semiothisa peltigerata là một loài bướm đêm trong họ Geometridae.